# Амфитеатр в Арле
Арены А́рля — римский амфитеатр, построенный в конце I в н. э., во время расширения города при Флавиях. В 1840 году по инициативе Проспера Мериме внесён в перечень исторических памятников Франции. В 1981 году признан ЮНЕСКО объектом всемирного наследия (как часть ансамбля древнеримских памятников Арля).
Амфитеатр был рассчитан более чем на 20 000 зрителей. Строение насчитывало 120 арок, 136 м в длину и 109 в ширину; там проводились как гонки колесниц, так и гладиаторские бои. Арены использовались для зрелищ вплоть до конца Римской империи: так, в 255 году император Требониан Галл провёл на них триумф в честь своих побед над варварами, а в начале IV века Константин устроил игры в честь рождения старшего сына. Последние в римскую эпоху состязания проводил Майориан; по сообщению Прокопия Кесарийского, франкский король Хильдеберт в 539 году ненадолго возродил эту традицию.
Начиная с VI века арены использовались как крепость; первоначально в амфитеатре укрывались от нашествий варваров, затем к нему пристроили четыре башни, превратив в полноценный замок. Внутри амфитеатра было возведено более 200 строений и 2 церкви. Выселение обитателей арен началось в конце XVIII века и завершилось в 1825 году. В 1830 году в амфитеатре прошло первое за многие века театрализованное представление, посвящённое завоеванию Алжира; тогда же был проведён и бой быков.
В наши дни амфитеатр — главная туристическая достопримечательность города. На аренах Арля регулярно устраиваются бои быков, спектакли, концерты, реконструкции сражений гладиаторов.